# Blaguš
Blaguš je naselje v Občini Sveti Jurij ob Ščavnici.
Blaguš je mala vas, z malo prebivalci, pa vendar lepa. V njem se nahaja tudi  Blaguško jezero Velik del površin prekrivajo gozdovi in polja, ki jih urejajo tamkaj bivajoči kmetje. Leži v občini Sv. Jurij ob Ščavnici. V enem izmed gozdov se nahajata tudi Gozdna Učna Pot in Učna Pot Breza.